# 第三屆花蓮台彩威力盃全國少棒賽
第三屆花蓮台彩威力盃少棒賽（英語：3rd Hualien Baseball Little League Tournament），主辦單位分別由中國信託慈善基金會、台灣彩劵公司、花蓮縣體育會以及中國信託商業銀行。比賽時間為2015年12月3日至12月6日為止，為期4天。本屆共有17隊參賽，最終由桃園市獲得本屆冠軍。

## 賽事簡介
- 指導單位：教育部體育署、中華民國棒球協會、花蓮縣政府、花蓮縣議會
- 主辦單位：中國信託慈善基金會、台灣彩券公司、花蓮縣體育會、中國信託商業銀行
- 承辦單位：花蓮縣體育會棒球委員會
- 協辦單位：花蓮縣立體育場、中華民國學生棒球運動聯盟花蓮工作小組、花蓮縣棒球發展協會
- 比賽日期：2015年12月3日至12月6日
- 比賽地點：花蓮縣國福A、B、C、D棒壘球場。
- 比賽賽制：共17隊分6組。預賽每組取二隊進入複賽。